# Callidium sempervirens
Callidium sempervirens là một loài bọ cánh cứng trong họ Cerambycidae.